# Cotonou
Cotonou è la città più popolosa del Benin.
Situata nella parte sud-orientale del paese, tra l'Oceano Atlantico e il lago Nokoué (dipartimento di Littoral), ha una popolazione di 2 401 067 abitanti (censimento 2017). Benché la capitale ufficiale del Benin sia Porto-Novo, Cotonou è considerata la capitale economica del paese: qui hanno sede il palazzo presidenziale, gran parte dei servizi governativi e le sedi diplomatiche.

## Geografia fisica
Cotonou sorge su un cordone litorale compreso tra il lago Nokoué e il golfo di Guinea. La città è divisa in due da un canale scavato dai francesi nel 1855. Tre ponti collegano le due sponde. È situata a 35 km a sud-est della capitale Porto-Novo.

## Origini del nome
In lingua fon Kùtɔ́nû significa imboccatura del fiume della morte.

## Storia

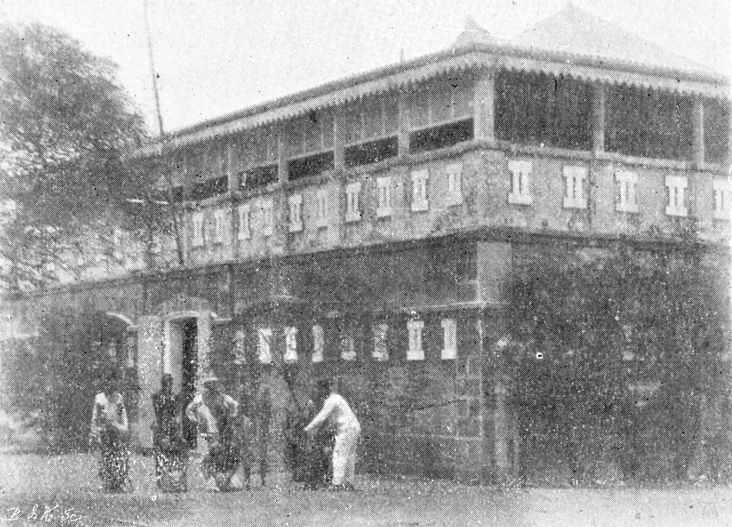
Il forte di Cotonou nel 1900.

All'inizio del XIX secolo, Cotonou (allora si scriveva "Kutonou") era un piccolo villaggio di pescatori e si pensa che sia stato formalmente fondato dal re Ghezo del Dahomey nel 1830. Si sviluppò come centro per il commercio degli schiavi e successivamente dell'olio di palma e del cotone. Nel 1851 la Francia stipulò un trattato con il re Ghezo che le consentiva di fondare una stazione commerciale a Cotonou. Durante il regno di re Glele, il territorio fu ceduto ai francesi con un trattato firmato nel 1878. Nel 1883, la Marina francese occupò la città per impedire la conquista britannica dell'area.
Dopo la morte di Glele nel 1889, il re Behanzin tentò senza successo di impugnare il trattato. La città è cresciuta rapidamente dopo la costruzione del porto nel 1908.

## Economia
Le manifatture della città producono olio di palma, birra, manufatti tessili e cemento. Qui si assemblano autoveicoli e biciclette e sono presenti anche delle segherie.
Si esportano prodotti petroliferi, la bauxite ed il ferro.
A Cotonou si trovano inoltre il principale porto del Benin e l'aeroporto internazionale. Un altro polo di attrazione della città è il celebre mercato di Dantokpa, il più grande mercato a cielo aperto dell'Africa Occidentale.

## Infrastrutture e trasporti

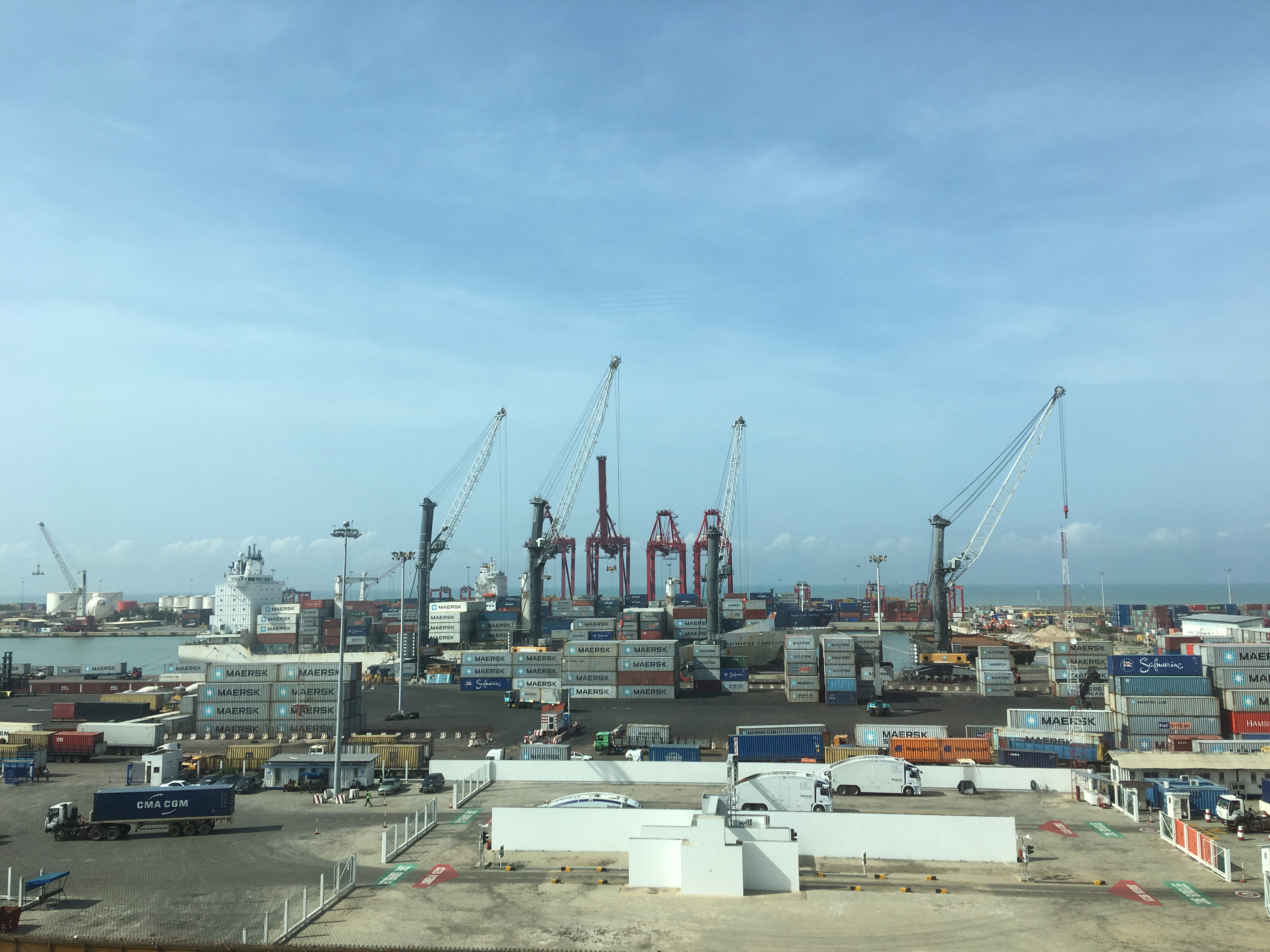
Il porto di Cotonou

### Ferrovie
La città era collegata tramite una linea ferroviaria a Parakou.

### Aeroporti
Cotonou è sede del più importante e trafficato aeroporto nazionale, l'Aeroporto Internazionale Cardinal Bernardin Gantin-Cadjehoun, che consente di raggiungere alcuni dei maggiori scali nazionali, è inoltre l'unico scalo aeroportuale internazionale dal quale è possibile raggiungere alcuni dei maggiori aeroporti africani, l'Europa, in Belgio e Francia, e la Turchia. La struttura è intitolata al cardinale Bernardin Gantin, figura di spicco nel mondo ecclesiastico del Benin.

### Mobilità urbana
Lungo le strade di questa città scorrazzano gli originali moto-taxi chiamati zémigiàn (dal fon "prendimi e portami là"). Sono distinguibili dalla casacca gialla del motociclista.

### Porti
Quello di Cotonou è l'unico porto del Benin e pertanto è considerato uno dei cardini dell'economia del Paese. Rappresenta il 90% del commercio estero, genera fino al 60% del PIL e contribuisce al 45% delle entrate fiscali. Con oltre 10 milioni di tonnellate di merci all'anno, è il terzo porto più grande dell'Africa occidentale dopo Lagos e Abidjan. Serve anche i paesi alcuni paesi vicini come Niger, Mali, Burkina Faso e Ciad.

## Amministrazione

### Gemellaggi
Cotonou è gemellata con:
- Taipei, dal 1967
- Lagos
- Salvador de Bahia, dal 1987
- Atlanta, dal 1995
- Rosny-sous-Bois, dal 2006
- Ginevra, dal 2018

Cotonou ha accordi di cooperazione con:
- Créteil, dal 1986[1]